# Drive (2019)
Drive ist ein US-amerikanischer Pornofilm der Regisseurin Kayden Kross mit Angela White und Maitland Ward in den Hauptrollen.

## Inhalt
Angela zeigt in allen Aspekten ihres Lebens eine perfekte Ausführung, bis eine zufällige Begegnung mit einem Fremden sie dazu bringt, sich gegen ihre eigene Sexualität zu stellen. Was folgt, ist eine Entschlüsselung, die sie aus der Ordnung von Zuhause und Arbeit herauszieht und sie durch eine pulsierende unterirdische Welt der illegalen Befriedigung führt. Das einzige, was stärker ist als der Wille einer Frau, die von Kontrolle lebt, ist der Teil von ihr, der durchbricht, sobald sie ihn verliert.

## Szenen
- Szene 1. Ivy Lebelle, Maitland Ward, Manuel Ferrara
- Szene 2. Brooklyn Gray, Owen Gray, Small Hands
- Szene 3. Gabbie Carter, Manuel Ferrara
- Szene 4. Alina Lopez, Angela White, Autumn Falls, Lena Paul, Manuel Ferrara
- Szene 5. Angela White, Joanna Angel, Wolf Hudson
- Szene 6. Angela White, Aubrey Kate, Dante Colle, Pierce Paris
- Szene 7. Angela White, Emily Willis, Kira Noir, Alex Mack, Eric John, Isiah Maxwell, Jason Moody, Markus Dupree, Mick Blue, Rob Piper

## Auszeichnungen
- 2020: AVN Award - Winner: Best Drama[1]
- 2020: AVN Award - Winner: Best Cinematography
- 2020: AVN Award - Winner: Best Editing
- 2020: AVN Award - Winner: Best Director – Dramatic Production, Kayden Kross
- 2020: AVN Award - Winner: Best Three-Way Sex Scene: G/G/B, Ivy Lebelle, Maitland Ward, Manuel Ferrara
- 2020: AVN Award - Winner: Best Group Scene, Angela White, Autumn Falls, Gabbie Carter, Lena Paul, Manuel Ferrara
- 2020: AVN Award - Winner: Best Supporting Actress, Maitland Ward
- 2020: XBIZ Awards - Winner: Best Sex Scene - Feature Movie, Ivy Lebelle, Maitland Ward, Manuel Ferrara
- 2020: XBIZ Awards - Winner: Best Actress - Feature Movie, Maitland Ward
- 2020: XRCO Award - Winner: Best Release